# 奧爾德敦鎮區 (北卡羅萊納州福賽斯縣)
奧爾德敦鎮區（英語：Old Town Township）是位於美國北卡羅萊納州福賽斯縣的一個鎮區。

## 地方資料
奧爾德敦鎮區的面積為1.30平方千米，皆為陸地。根據2020年美國人口普查的數據，當地共有人口46人，而人口密度為每平方千米35.38人。